# Candelaria kommun, Atlántico
Candelaria är en kommun i Colombia.   Den ligger i departementet Atlántico, i den norra delen av landet, 700 km norr om huvudstaden Bogotá. Antalet invånare är 12 035. Arean är 143 kvadratkilometer.
Terrängen i Candelaria är platt.